# Билај
Билај је град у Индији у држави Чатисгар. Према незваничним резултатима пописа 2011. у граду је живело 625.697 становника.

## Становништво
Према незваничним резултатима пописа, у граду је 2011. живело 625.697 становника.
| 1991.   | 2001.   | 2011.   |
| ------- | ------- | ------- |
| 396.698 | 556.366 | 625.697 |